# Дрозденко, Алексей Митрофанович
Алексе́й Митрофа́нович Дрозде́нко (укр. Олексій Митрофанович Дрозденко; 28 февраля 1941, Чистяково, Сталинская область, Украинская ССР, СССР — 15 декабря 2024) — советский и украинский футболист и тренер, защитник. Мастер спорта СССР (1964). Заслуженный тренер Украины (1997).

## Футбольная биография

### Карьера игрока
Футболом Дрозденко начал заниматься на улицах родного городка Чистяково. Через некоторое время явился на просмотр в юношескую команду местного «Шахтёра», но отбор не прошёл. Затем играл за футбольный коллектив шахты «Волынская» и команду горного техникума, где на цепкого, самоотверженно игравшего молодого защитника, обратили внимание тренеры чистяковского «Шахтёра» и вскоре пригласили в главную команду города.
В 1961 году в составе сборной области, принимал участие в товарищеском матче против донецкого «Шахтёра», отыграв поединок спокойно и надёжно. После игры в раздевалку зашёл, тренировавший донецкий клуб Олег Ошенков и предложил защитнику попробовать свои силы в главной команде Донбасса. Так, Алексей Дрозденко оказался в донецком «Шахтёре», за который выступал почти 10 лет.
Дебютировал в основном составе горняков 8 сентября 1962 года, в матче «Шахтёр» — «Жальгирис», выйдя на замену вместо покинувшего поле Владимира Салькова. В этом же сезоне донецкий клуб выиграл Кубок СССР, но молодой защитник в играх за почётный приз участия не принимал. Уже со следующего сезона, Дрозденко стал регулярно появляться в основном составе команды и со временем, застолбив за собой место центрального защитника, стал лидером обороны горняков. Входил в списки «33-х лучших» футболистов УССР (1964-№ 2, 1966-№ 3, 1968-№ 3). В 1971—1972 годах выводил команду на поле с капитанской повязкой.
Закончил активные выступления Алексей Дрозденко в 1972 году, 21 апреля в матче чемпионата СССР против команды «Алга» (Фрунзе), защитник провёл свой последний официальный матч в футболке донецкого «Шахтёра».

### Карьера тренера
После окончания игровой карьеры, в 1975—1978 годах работал на должности директора ДЮСШ при команде мастеров «Шахтёр» (Донецк).
С 1979 года по 1983, работал в тренерском штабе главной команды Донбасса, где исполнял обязанности ассистента главного тренера, занимался селекционной работой. В 1984 году снова возглавил донецкую ДЮСШ.
С 1989 по 2003 год вновь входил в тренерский штаб родной команды. В сентябре 1999 года, после того как пост наставника команды оставил Анатолий Бышовец, был назначен исполняющим обязанности главного тренера, возглавляя команду до конца года.
С 2004 года был на должности специалиста СДЮШОР ФК «Шахтёр» (Донецк) по работе с филиалами.
С 2008 года работал старшим тренером, спортивным директором ДЮФК «Олимпик» (Донецк).
Умер 15 декабря 2024 года в возрасте 83 лет.

## Образование
Окончил Ворошиловградский государственный педагогический институт имени Тараса Шевченко